# Bocskaikert
Bocskaikert es un pueblo húngaro perteneciente al distrito de Hajdúhadház en el condado de Hajdú-Bihar, con una población en 2012 de 2946 habitantes.
Se conoce la existencia de un lugar habitado aquí desde 1158, pero el asentamiento original fue destruido en las invasiones otomanas. La actual localidad se fundó en 1899, recibiendo su nombre en honor a Esteban Bocskai. Durante el período soviético fue anexionado como barrio por Hajdúhadház, volviendo a considerarse una localidad separada desde 1993.
Se ubica en la periferia meridional de Hajdúhadház, unos 5 km al norte de Debrecen.